# 日曜の夜ぐらいは…
『日曜の夜ぐらいは…』（にちようのよるぐらいは）は、2023年4月30日から7月2日まで、テレビ朝日系列で毎週日曜22時 - 22時54分に全10話が放送された、朝日放送テレビ制作のテレビドラマ。
本作品は2023年の春改編にて新設された、朝日放送テレビ制作の連続ドラマ枠の第1弾にして、岡田惠和の脚本によるオリジナル作品として制作されたものであり、「人生とは、家族とは、愛とは」をテーマとした、ハートフルな会話劇が志向されている。主演には清野菜名を迎え、あるラジオ番組をきっかけに運命的な出会いを果たす、3人の女性の友情が描かれる。

## あらすじ
岸田サチは、ファミリーレストランでアルバイトをしながら車椅子生活の母・邦子と公団住宅に住む、ヤングケアラーの女性。邦子を介護しつつアルバイト生活を送っているが、ひょんなことから邦子の愛聴するラジオ番組が企画するバスツアーに参加する羽目になり、ケンタ（野田翔子）・わぶちゃん（樋口若葉）と名乗る同世代の女性と出会う。それぞれに悩みや事情を抱える3人は意気投合、旅行の思い出にと3人で1枚ずつ宝くじを購入し、当選していれば3人で分け合おうという約束をするが、育んだ友情を後から壊したくないサチは、ツアーの別れ際にその場限りの関係を申し出てしまう。しかし数日後、自分の購入した宝くじが高額当選したことが判明する。

## キャスト

### 主要人物
岸田サチ（きしだ サチ） / おだいり様
演 - 清野菜名
ファミレス「シンデレラ・ムーン」で働きながら、車椅子生活の母親を介護している28歳の女性。自身の感情を上手く表現できず、車椅子生活を余儀なくされる母に自責の念を抱いているが、素直に母に接することは出来ない。
バスツアーにてケンタ（翔子）・わぶちゃん（若葉）と楽しい時間を過ごすも連絡先の交換を持ちかけられた際は、「楽しい時間は無縁」と称しその場でその日限りの関係を申し出てしまう。
この上なく嫌なことがあった日は、コンビニで売られている中で一番高いアイスを購入し食べるプチ贅沢をする。
バスツアーでのラジオネームは、母の代理で参加したことに由来する「おだいり様」。

野田翔子（のだ しょうこ） / ケンタ
演 - 岸井ゆきの
元ヤンキー。厚木市出身。「東山交通」のタクシードライバー。
人見知りや物怖じせず、初対面時のサチにも気兼ねなく話しかけてくる気さくな性格。
太ももの付け根に、元恋人の名を冠したタトゥーを入れているが、タトゥーを入れたその日に恋人とは別れている。
バスツアーでのラジオネームは、元恋人の名であり、タトゥーに入れられている「ケンタ」。
樋口若葉（ひぐち わかば） / わぶちゃん
演 - 生見愛瑠
祖母と二人借家暮らしを送りながら、ちくわぶ工場に勤務している女性。水戸市出身・在住。
自由奔放な母と誰かも分からない父親との間に私生児として生まれ、周囲からは常に奇異の目で見続けられており、友人らしい友人がいたことがない。
バスツアーでのラジオネームは、ちくわぶに由来する「わぶちゃん」。

### 周辺人物
岸田邦子
演 - 和久井映見
サチの母親。夫の博嗣とは離婚している。平凡な主婦だったが、とある事故が原因で車椅子生活を送っている。娘のサチと同じように自責の念を抱いており、介護を担うサチの言動に対して事あるごとに「ごめん」と言葉を発する。外出の機会が少なく、サチ以外の人間との交流がない。
ラジオ番組『エレキコミックのラジオ君』のヘビーリスナーであり、ダメ元と称してバスツアーに申し込むが…。
市川みね
演 - 岡山天音（幼少期：豊田温大）
ラジオ番組のバスツアー企画で世話役を務めるベテランリスナー。営業職のサラリーマン。
住田賢太
演 - 川村壱馬（THE RAMPAGE）
カフェ・プロデュース会社「カフェエイト・マネジメント」に勤務する男性。サチの通勤経路且つ同級生の実家跡に開店したカフェのスタッフとしてサチと顔見知りとなる。
樋口富士子
演 - 宮本信子
若葉の母方の祖母でまどかの母親。まどかを産んだこと自体若気の至りだと激しく後悔している。
まどか
演 - 矢田亜希子（第1話写真出演、第2話 - ）
若葉の母。毒母。いい加減な性格で金と男にだらしがない。
中野博嗣
演 - 尾美としのり（第2話 - ）
サチの父で邦子の元夫。
敬一郎
演 - 時任勇気（第2話 - ）
翔子の兄。とある事情で翔子を蔑ろにする。

### その他
田所
演 - 橋本じゅん
サチのバイト先であるファミレス「シンデレラムーン」の社員。バイトのシフトを管理する立場。
エレキコミック
演 - やついいちろう（本人役）、今立進（本人役）
ラジオ番組『エレキコミックのラジオ君』のパーソナリティーを務めるお笑いコンビ。
野々村
演 - 飛永翼（ラバーガール）
若葉が祖母と働くちくわぶ工場の二代目バカ社長。
猫田
演 - 椿鬼奴
サービスエリアの宝くじ売り場の店員。

### ゲスト

#### 第1話
タクシーの乗客
演 - 大森寛人、今田竜人（役名：健一）、髙橋里恩（役名：健吾）
翔子が乗せたタクシー客。
店員
演 - Ahmed A（第4話）、FOLORA A（第4話）
翔子が通うコンビニ「セブンイレブン」の店員。

#### 第2話
タクシーの乗客
演 - 高梨優佳
翔子が乗せたタクシー客。ラジオがうるさいので消してくれと頼む。
大野雄一郎
演 - 大野雄一郎（ABCテレビアナウンサー）
「News THREE」にて、当せん宝くじの支払い期限切れにより「時効当せん金」が増えている現状を、宝くじ売り場前よりリポートする。

#### 第3話
平野綾香
演 - 中村加弥乃
翔子の古い友人。突然連絡してきた上、彼女に美顔器とセットのオイルを売りつける。
田口
演 - 中川あきら
関東中央銀行本店行員。3人の宝くじ手続きを担当。
バス停の女性
演 - 松山尚子
若葉にイヤミを言う。
カフェ店員
演 - 綾津ユリ（第4話）
サチ行きつけの「MASUYA Coffee」店員。

#### 第4話
みちる
演 - 日比美思（最終話）
サチの中学高校時代の親友。
みどり
演 - 中尾百合音
若葉の高校生時の同級生。友達になろうと声をかけられたが、実は友人のふりをされていただけだった。
幸田（さちだ）
演 - 生田智子（第7話・第8話）
樋口富士子が設計し、かつて住んでいた家の現在の住人。
不良
演 - 村井良輔、塩谷惚一郎、古川せいら、泉あかり
翔子の昔の知り合い。翔子は一方的に仲間だと思っていたが実はハブられていた。

#### 第5話
店員
演 - 市原茉莉
サチと賢太が入った和風カフェの店員。

#### 第6話
担当者
演 - 渡辺佑太朗
不動産会社「三急エステート」社員。彼が担当する物件に翔子が目を付ける。
銀行員
演 - 田野良樹
関東中央銀行・武蔵野支店行員。ATMの前で振り込みに躊躇しているサチ達を不審に思い、声をかける。
住田賢太の仲間
演 - 前田瑞貴、小原澤遼典
住田のカフェプロデューサーの肩書を胡散臭いとディスる。
タクシーの乗客
演 - 鈴木咲稀（最終話）
翔子が乗せたタクシーの乗客。車中で流れるエレキコミックのラジオ番組を聞いて泣いていた。後に「サンデイズ」に客として現れる。

#### 第7話
女性
演 - 松本海希、しのへけい子
「サンデイズ」開店予定地に通りかかった女性二人組。

#### 第9話
運送業者
演 - 大森元貴、若井滉斗、藤澤涼架（Mrs. GREEN APPLE）
「サンデイズ」に家具を運んできた運送会社のアルバイト。バンドマンであることを一発で見抜かれる。
主婦
演 - 新海ひろ子
邦子の家の周りで様子を窺っていた博嗣に声をかける。

#### 最終話
男
演 - 堀内充治
刃物を持って「サンデイズ」に押し入った強盗。富士子にスタンガンで撃退される。
店員
演 - 仲義代
メニューにない「魔法のねばーるコーヒーゼリーフラッペキラキラホイップクリーム添え」をまどかに注文され、困り果てる喫茶店の店員。
翔子の母
演 - かとうかず子
サチの妄想の中で翔子のタクシーに乗り込んでくる。
「サンデイズ」の客
演 - 斉藤達矢、後藤亜希、桑原愛海

## スタッフ
- 企画・プロデュース - 清水一幸[1]
- 脚本 - 岡田惠和
- 音楽 - 日向萌[37]
- 主題歌 - Mrs. GREEN APPLE「ケセラセラ」（ユニバーサルミュージック / EMI Records）[38]
- 医療監修 - 高平尚伸
- リハビリ監修 - 戸崎精
- 看護監修 - 成田睦美
- ラジオ監修 - 瓶底めがね
- カフェ監修 - 星野天宏
- 監督 - 新城毅彦、朝比奈陽子、高橋由妃、中村圭良[8]
- プロデューサー - 山崎宏太、山口正紘、郷田悠（FCC）、浅野澄美（FCC）[8]
- 制作協力 - FCC
- 制作著作 - 朝日放送テレビ

## 放送日程
- 初回は10分拡大（22時 - 23時4分）の上放送[39]。
- 第4話は、直前の時間帯にて放送される『サンデーステーション』が、第49回先進国首脳会議（G7広島サミット）開催に伴う「G7拡大版SP」として放送時間を拡大したのに伴い、通常より30分繰り下げ（22時30分 - 23時24分）の上放送。

| 放送回                                                                      | 放送日  | サブタイトル                                                  | ラテ欄 | 監督       | 視聴率 |
| --------------------------------------------------------------------------- | ------- | ------------------------------------------------------------- | ------ | ---------- | ------ |
| 1                                                                           | 4月30日 | やりきれない毎日を必死に生きる、女性3人の友情物語。           |        | 新城毅彦   | 5.6%   |
| 2                                                                           | 5月07日 | 忘れたい、でも本当は会いたい…                                 |        | 新城毅彦   |        |
| 3                                                                           | 5月14日 | 絶対に、絶対にみんなで幸せになろう…                           |        | 朝比奈陽子 |        |
| 4                                                                           | 5月21日 | 私の友情の歴史は…後悔…裏切り…不安…                            |        | 朝比奈陽子 |        |
| 5                                                                           | 5月28日 | 嬉しかった、きっと死ぬまで忘れない…                           |        | 高橋由妃   |        |
| 6                                                                           | 6月04日 | 悔しいって思うのって…いいことですよね…                        |        | 新城毅彦   |        |
| 7                                                                           | 6月11日 | 絶対に幸せになってやる…にゃ～～!                              |        | 高橋由妃   |        |
| 8                                                                           | 6月18日 | 毎日楽しいなと思うことが、一番の復讐…ね、やっつけよう、過去。 |        | 中村圭良   |        |
| 9                                                                           | 6月25日 | 大切な人だけ守ろうと思います。なので、大丈夫です、ご心配なく  |        | 朝比奈陽子 | 3.7%   |
| 10                                                                          | 7月02日 | 生まれ変わったとしても...私だね                               |        | 新城毅彦   | 3.8%   |
| 平均視聴率 4.7%（視聴率はビデオリサーチ調べ、関東地区・世帯・リアルタイム） |         |                                                               |        |            |        |

## 受賞
- ギャラクシー賞（放送批評懇談会)
  - 2023年7月度ギャラクシー賞月間賞
  - 第61回ギャラクシー奨励賞
- 2023年日本民間放送連盟賞
  - 「番組部門 テレビドラマ番組」優秀賞[45]

## 関連番組
作中で放送されているラジオ番組『エレキコミックのラジオ君』を、実際のラジオ番組として制作・放送した番組で、2023年5月7日・5月14日の21時30分 - 22時に、朝日放送ラジオ（ABCラジオ）にて2週連続で放送された。地上波では関西ローカルでの放送とされた後、朝日放送テレビのテレビドラマ公式YouTubeチャンネルにて収録模様をそのまま動画として配信した。